# Ephies apicalis
Ephies apicalis là một loài bọ cánh cứng trong họ Cerambycidae.